# Тадж уль-Алам
Султана Тадж уль-Алам Сафиатуддин Сиах (1612 — 23 октября 1675; имя при рождении — Путри Шри Алам) была четырнадцатой правительницей Ачеха. Она была дочерью султана Искандара Муды и женой его преемника Искандара Тани. Она стала султаной после смерти своего мужа и правила с 1641 по 1675 год, став первой из четырёх женщин подряд, занимавших этот пост.

## Брак и вступление на престол
Будущую султаншу изначально звали Путри Шри Алам Пермисури. В 1617 году её отец Искандар Муда завоевал Паханг на Малайском полуострове. Сын побежденного султана, будущий Искандар Тани, был доставлен в качестве пленника в Ачех, где он воспитывался как приемный сын Искандара Муды. В 1619 году, когда ему было 9 лет, он женился на Путри Шри Алам Пермисури. Супруги получили дворец рядом с дворцом султана, называвшийся Шри Варна. После смерти Искандара Муды Искандар Тани унаследовал трон, но умер 15 февраля 1641 года после недолгого правления. Известие о его кончине вызвало серьёзные волнения среди вельмож королевства, и некоторые люди погибли. Однако через три дня было решено, что вдова султана будет возведена на престол.

## Женское правление в Ачехе
Путри Шри Алам взошла на трон и приняла титул султанши Тадж уль-Алам Сафиатуддин Сиах. Тадж уль-Алам Сафиатуддин буквально означает «мировая корона, чистота веры». Она стала первой из четырёх царствовавших королев или султанш, занимавших престол в 1641—1699 годах. Учитывая сильно мусульманский характер Ачеха, это вызвало серьёзные споры среди историков. Возведение на престол Тадж-уль-Алам рассматривалось как попытка ачехской знати ослабить королевскую власть после административных реформ Искандара Муды, направленных на их подрыв. Согласно этой точке зрения, такие усилия были в значительной степени успешными. С момента её правления султанат стал слабым символическим институтом, власть которого ограничивалась самой столицей. Между тем реальная власть принадлежала наследственным правителям окраин (институт улебаланг, созданный Искандаром Муда) и религиозным лидерам (имамам или улемам). Однако также было высказано мнение, что старая традиция Юго-Восточной Азии, признававшая наследование по женской линии, была здесь более важной, чем ортодоксальные мусульманские принципы. Это могло быть причиной возведения на престол Тадж-уль-Алам, а не сознательная стратегия вельмож по ослаблению власти двора. Кроме того, более тщательный анализ эпохи королев показал, что этот период не обязательно следует рассматривать как период упадка общества, что оно было в более мягких и гибких руках, чем до 1641 года, и что Ачех, в конце концов, смог противостоять давлению Запада настолько, что сохранил свою независимость. В остальной части Ост-Индии некогда могущественные коренные государства, такие как Матарам, Тернате, Бантам и Макассар, утратили свою автономию или попали в сильную зависимость от Голландской Ост-Индской компании в конце XVII века.

## Голландское продвижение на Суматре
Во время правления Тадж-уль-Алам власть султаната ослабла за пределами центра Ачеха. На Малайском полуострове подчиненное положение Джохора по отношению к Ачеху было отменено. Паханг также был сдан, однако Ачех сохранил Перак, производящий олово. Голландская Ост-Индская компания интересовалась оловом. После некоторых проблем в самом начале несколько голландцев, остановившихся в Пераке, были убиты в 1651 году. Корабли Голландской Ост-Индской компании блокировали Ачех до заключения договора в 1659 году. Половина олова Перака досталась компании, которая также получила монополию на торговлю в ачехских портах. Кроме того, в Паданге на западном побережье Суматры было разрешено создать торговый пост. Однако положение о монополии не было выполнено. Тем временем города на западном побережье начали искать связи с Голландской Ост-Индской компанией. После тайных переговоров в 1663 году между голландцами и рядом недовольных вождей был подписан Пейнанский договор. В 1664 году Якоб Коув, появившийся с армадой из 300 человек, изгнал ачехцев из прибрежной зоны, от Индрапуры на юге до Тику на севере. Тем временем Ачеху пришлось выдержать новые голландские блокады, и он был вынужден подписать новые договоры. Тем не менее малайцы западного побережья часто предпочитали правление Ачеха «защите» Голландской Ост-Индской компании, так что влияние Ачеха сохранялось долгое время. На восточном побережье Дели отпал от ачехского правления в 1669 году.

## Достижения
Несмотря на эти политические неудачи, Тадж-уль-Алам получила высокую оценку как местных, так и европейских писателей. Хроника Бустанус Салатин охарактеризовала её как добродетельную и набожную, подразумевая, что её качества сделали Ачех мирным и процветающим. Точно так же голландский свидетель утверждал, что её правление было «добродушным, но внушающим благоговение». Она унаследовала традицию исламской науки при дворе. Она не была так благосклонна к Нуруддину ар-Ранири, как её предшественник, и тот оставил королевскую службу в 1644 году. Главным писателем во время её правления был Абдуррауф из Сингкила, который писал о шафиитской юриспруденции, а также о мистицизме. Во время правления Тадж-уль-Алам и трех султанш, сменивших её, произошло распространение исламской литературы и образования. Этот культурный ренессанс был, среди прочего, обусловлен эффективным сотрудничеством между султаншами и улемами. Известно, что ачехские мусульмане появились в Сиаме в 1668 году с намерением распространять свою веру.
Тадж-уль-Алам умерла 23 октября 1675 года. Она не оставила после себя детей. С её смертью правящий дом Меукута Алам вымер и был заменён другой династией. Её преемницей была султанша Нурул Алам Накиатуддин Сиах, чьё родство с Тадж-уль-Алам неясно. Женщины занимали ачехский престол до 1699 года.